# 11853 Runge
11853 Runge è un asteroide della fascia principale. Scoperto nel 1988, presenta un'orbita caratterizzata da un semiasse maggiore pari a 2,3266915 UA e da un'eccentricità di 0,0805393, inclinata di 4,55333° rispetto all'eclittica.